# Криворожье (Луганская область)
Криворо́жье (укр. Криворіжжя) — посёлок, относится к Славяносербскому району Луганской области Украины. Под контролем самопровозглашённой Луганской Народной Республики.

## География
Посёлок расположен на правом берегу реки Лозовой (правый приток Лугани, бассейн Северского Донца). Соседние населённые пункты: посёлок Карпаты и город Алчевск на юге, посёлки Лотиково на юго-востоке, Лозовский и город Зимогорье на северо-востоке, село Хорошее (ниже по течению Лозовой) на севере, посёлок Яснодольск на северо-западе, сёла Петровка и Каменка (выше по течению Лозовой) на юго-западе.

## Население
Население по переписи 2001 года составляло 198 человек.

## Общие сведения
Почтовый индекс — 93746. Телефонный код — 6473. Занимает площадь 0,64 км². Код КОАТУУ — 4424555401.

## Местный совет
93745, Луганская обл., Славяносербский р-н, пгт. Лозовский, ул. Ленина, 7а